# Agrostophyllum superpositum
Agrostophyllum superpositum är en orkidéart som beskrevs av Rudolf Schlechter. Agrostophyllum superpositum ingår i släktet Agrostophyllum och familjen orkidéer. Inga underarter finns listade i Catalogue of Life.